# Cynanchum hoedimeerium
Cynanchum hoedimeerium är en oleanderväxtart. Cynanchum hoedimeerium ingår i släktet Cynanchum och familjen oleanderväxter. Utöver nominatformen finns också underarten C. h. timorense.